# 純情Evidence / 只是想讓你抱緊我
《純情Evidence / 只是想讓你抱緊我》（純情エビデンス / ギューされたいだけなのに）是日本的女子偶像組合早安少女組。'20的第69張單曲。2020年12月16日由zetima發售。

## 概要
- 「純情Evidence / 只是想讓你抱緊我」兩首歌的詞曲皆為淳君一手包辦。
- 有5個版本，分別為「初回生產限定盤A、B、SP」和「通常盤A、B」。
- 在Oricon公信榜單曲週榜取得第2名、單曲日榜取得第1名。
- 「純情Evidence」中心成員由小田櫻擔任，主唱成員由譜久村聖、佐藤優樹、小田櫻、野中美希擔任。
- 「只是想讓你抱緊我」主唱成員由譜久村聖、佐藤優樹擔任，小田櫻、野中美希、北川莉央、山崎愛生亦有SOLO分詞。

## 收錄内容

### CD
1. 純情Evidence
（作詞、作曲：淳君、編曲：平田祥一郎（日语：平田祥一郎））
2. 只是想讓你抱緊我
（作詞、作曲：淳君、編曲：大久保薫）
3. 純情Evidence (Instrumental)
4. 只是想讓你抱緊我 (Instrumental)

### DVD
初回生產限定盤A
1. 純情Evidence（MV）
2. 純情Evidence（Making）

初回生產限定盤B
1. 只是想讓你抱緊我（MV）
2. 只是想讓你抱緊我（Making）

初回生產限定盤SP
1. 純情Evidence (Dance Shot ver.)
2. 只是想讓你抱緊我（Dance shot）
3. 純情Evidence (Close-up ver.)
4. 只是想讓你抱緊我（Close-up ver.）

## 參加成員
- 9期成員：譜久村聖、生田衣梨奈。
- 10期成員：石田亞佑美、佐藤優樹。
- 11期成員：小田櫻。
- 12期成員：野中美希、牧野真莉愛、羽賀朱音。
- 13期成員：加賀楓、橫山玲奈。
- 14期成員：森戶知沙希。
- 15期成員：北川莉央、岡村ほまれ、山崎愛生。

## 外部連結
- 早安少女組。'20 純情Evidence / 只是想讓你抱緊我 （页面存档备份，存于）（日語）
- YouTube上的《純情Evidence》PV
- YouTube上的《只是想讓你抱緊我》PV